# 長閑
| ウィキペディアには「長閑」という見出しの百科事典記事はありません（タイトルに「長閑」を含むページの一覧/「長閑」で始まるページの一覧）。 代わりにウィクショナリーのページ「長閑」が役に立つかもしれません。 |